# Koleopterolog
Koleopterolog – naukowiec, entomolog zajmujący się badaniem chrząszczy (Insecta: Coleoptera). Żargonowo wśród entomologów nazywany bywa "chrząszczarzem". W szerszym rozumieniu to także osoba interesująca się (amatorsko, hobbystycznie) tą grupą owadów, choć nie prowadząca samodzielnie badań naukowych. Ze względu na dużą liczbę gatunków, atrakcyjny wygląd wielu gatunków chrząszczy a także długą tradycję kolekcjonerstwa entomologicznego, grupa koleopterologów (zwłaszcza koleopterologów-amatorów) w Polsce i na świecie jest bardzo liczna.
W badaniach terenowych koleopterolog posługuje się typowym sprzętem entomologicznym: siatką entomologiczną, czerpakiem entomologicznym, parasolem entomologicznym, sitem entomologicznym, czerpakiem hydrobiologicznym (chrząszcze wodne), a także aparatem fotograficznym, dyktafonem. W badaniach laboratoryjnych koleopterolog wykorzystuje typową aparaturę: mikroskop, mikroskop stereoskopowy. Koleopterolodzy wykorzystują także laboratoryjne hodowle i eksperymenty.